# 営業外収益
営業外収益（えいぎょうがいしゅうえき、Non-Operating income/revenue）は会計用語の1つ。
企業の本業以外の活動で経常的に発生する収益のこと。営業外利益と呼ばれることもある。厳密には「収益」と「利益」は異なるが、営業外収益において原価は発生しないため、通常同一視される。主に財務活動から得られるもので、受取利息、配当金、仕入割引、持分法による投資利益などの金融上の収益の他に、（流動資産の）有価証券売却益、不動産賃貸収入などで構成される。損益計算書における勘定科目で営業外費用と共に営業外損益を成す。

## 参考
- 会計屋さんのメモ帳「営業外収益」（アーカイブ）